# Ronnie Singer
Pour les articles homonymes, voir Singer.
Ronnie Singer est un guitariste de jazz natif de Chicago (États-Unis).

## Biographie
On ne sait presque rien de ce guitariste qui s'est suicidé fin 1953 (en compagnie de son épouse) alors qu'il n'était âgé que de 25 ans.
Il a joué quelque temps dans des clubs new-yorkais au début des années 1950 avec Charlie Parker, Zoot Sims, Red Rodney, Lou Levy, Lee Konitz, Al Levitt, Sonny Stitt, l'orchestre d'Artie Shaw, etc.
Son style a été une influence notable pour des guitaristes comme Jimmy Raney et Jimmy Gourley. Il jouait une Gibson ES-150 Custom noire (Ebony).

## Discographie
Il n'existe aucun enregistrement officiel de Ronnie Singer. Le guitariste américain Jimmy Gourley possédait sans doute ses uniques traces enregistrées en jazz : des improvisations sur Tea For Two, Indiana et Shine captées à New York au début des années 1950, maintenant disponibles en ligne.

## Web
- Site consacré à Ronnie Singer, en français et en anglais, avec photos et enregistrements
- Jazz & Co, l'émission de jazz de Radio campus Paris a diffusé un extrait de Shine (également ici).
- L'intégralité des bandes au format mp3.